# Championnat de Jordanie de football 2001
Navigation
Saison précédente Saison suivante
La saison 2001 du Championnat de Jordanie de football est la cinquante-troisième édition du championnat de première division en Jordanie. La compétition est disputée sous forme de poule unique où les dix meilleurs clubs du pays s'affrontent deux fois au cours de la saison, à domicile et à l'extérieur. En fin de saison, les deux derniers du classement sont relégués et remplacés par les deux meilleurs clubs de deuxième division.
C'est le club d'Al Faisaly Club, double tenant du titre, qui remporte à nouveau la compétition après avoir terminé en tête du classement final, avec sept points d'avance sur Al-Weehdat Club et vingt sur Al Hussein Irbid. C'est le 28e titre de champion de Jordanie de l'histoire du club, qui réussit le doublé en s'imposant en finale de la Coupe de Jordanie face à Al-Hussein.

## Les clubs participants
| - Al-Weehdat Club - Al Ramtha SC - Al Hussein Irbid - Al-Ahli Amman - Kfarsoum SC - Promu de D2 | - Al Jazira Amman - Al-Faisaly Club - Al Buqa'a - Promu de D2 - Al-Qadisiya SC - Shabab Al Hussein |

## Compétition

### Classement
Le barème utilisé pour établir le classement est le suivant :
- Victoire : 3 points
- Match nul : 1 point
- Défaite : 0 point

| Rang | Équipe              | Pts | J  | G  | N | P  | Bp | Bc | Diff |
| ---- | ------------------- | --- | -- | -- | - | -- | -- | -- | ---- |
| 1    | Al Faisaly Club'T'C | 51  | 18 | 17 | 0 | 1  | 34 | 6  | +28  |
| 2    | Al-Weehdat Club     | 44  | 18 | 14 | 2 | 2  | 51 | 15 | +36  |
| 3    | Al Hussein Irbid    | 31  | 18 | 9  | 4 | 5  | 30 | 28 | +2   |
| 4    | Al Ramtha SC        | 25  | 18 | 7  | 4 | 7  | 32 | 28 | +4   |
| 5    | Al Buqa'aP          | 24  | 18 | 7  | 3 | 8  | 24 | 26 | -2   |
| 6    | Shabab Al-Hussein   | 21  | 18 | 5  | 6 | 7  | 24 | 24 | 0    |
| 7    | Al-Ahli Amman       | 17  | 18 | 4  | 5 | 9  | 16 | 27 | -11  |
| 8    | Al Jazira Amman     | 15  | 17 | 3  | 6 | 8  | 14 | 30 | -16  |
| 9    | Kfarsoum SCP        | 11  | 17 | 3  | 2 | 12 | 22 | 40 | -18  |
| 10   | Al-Qadisiya SC      | 10  | 18 | 2  | 4 | 12 | 16 | 39 | -23  |

|  | Qualification pour la Ligue des champions de l'AFC 2003                                  |
|  | Relégation directe en deuxième division                                                  |
|  | T : Tenant du titre C : Vainqueur de la Coupe de Jordanie P : Promu de deuxième division |

## Bilan de la saison
| Championnat de Jordanie de football 2001 |                             |
| Champion                                 | Al Faisaly Club (28e titre) |
| Coupes et trophées                       |                             |
| Vainqueur de la Coupe de Jordanie 2001   | Al Faisaly Club             |
| Qualifications continentales             |                             |
| Ligue des champions de l'AFC 2003        | Al Faisaly Club             |
| Ligue des champions de l'AFC 2003        | Al-Weehdat Club             |
| Promotions et relégations                |                             |
| Promus en première division              | Ramtha Union                |
| Promus en première division              | Al Arabi Irbid              |
| Relégués en deuxième division            | Kfarsoum SC                 |
| Relégués en deuxième division            | Al-Qadisiya SC              |